# Карл Евгений (Вюртемберг)
Карл Евгений фон Вюртемберг (на немски: Karl Eugen von Württemberg; Carl Eugen; * 11 февруари 1728, Брюксел; † 24 октомври 1793, Хоенхайм, Щутгарт) от Дом Вюртемберг (линия Винентал), е от 1737 до 1793 г. 12. херцог на Вюртемберг.

## Живот
Той е най-възрастният син на херцог Карл Александер фон Вюртемберг (1684 – 1737) и съпругата му Мария Августа фон Турн и Таксис (1706 – 1756).
Баща му умира внезапно на 12 март 1737 г. и Карл Евгений го наследява. Администратори са херцозите Карл Рудолф фон Вюртемберг-Нойенщат и Карл Фридрих II фон Вюртемберг-Оелс. Неговият учител по музика е Карл Филип Емануел Бах.
Карл Евгений е изпратен през 1741 г. заедно с двамата му по-малки братя Лудвиг Евгений и Фридрих Евгений II да учи в двора на Фридрих Велики в Берлин. На 16 години през 1744 г. Карл Евгений е обявен преждевременно за пълнолетен и поема управлението в Херцогство Вюртемберг. Той построява дворци в Щутгарт.
На 26 септември 1748 г. в Байройт Карл Евгений се жени за маркграфиня Елизабет Фридерика София (* 30 август 1732; † 6 април 1780), дъщеря на маркграф Фридрих III фон Бранденбург-Байройт и първата му съпруга принцеса Вилхелмина Пруска, дъщеря на пруския крал Фридрих Вилхелм I. Тя е племенница на крал Фридрих II от Прусия. За сватбата се открива маркграфската опера в Байройт и се секат монети с техните портрети.
Първоначално бракът е щастлив. През 1750 г. им се ражда дъщеря. Но Карл Евгений има множество метреси, които живеят в двора му. През есента на 1756 г. Елизабет Фридерика София посещава майка си в Байройт и не се връща обратно. Те не трябва да се развеждат, но той трябва да ѝ плаща годишно 54 000 гулдена издръжка.

- Карл Евгений фон Вюртемберг
- Елизабет Фридерика София

Карл Евгений се жени втори път (морганатично) на 10 януари 1785 г. в Щутгарт за метресата си от 1772 г. фрайин Франциска Терезия, родена Бернердин-Пернтурн (* 10 януари 1748; † 1 януари 1811), след нейния развод 1772 г. от генерал фрайхер Фридрих Вилхелм Лойтрум фон Ертинген, и вече издигната на „имперска графиня фон Хоенхайм“. Бракът е бездетен.
- Франциска фон Хоенхайм
- Карл Евгений и Франциска фон Хоенхайм, 1787

На 24 октомври 1793 г. херцог Карл Евгений умира в своя недовършен дворец Хоенхайм при Щутгарт и е погребан в гробницата на дворец Лудвигсбург. Неговите по-малки братя Лудвиг Евгений (1731 – 1795) и Фридрих Евгений II (1732 – 1797) го последват един след друг на трона.

## Деца
Карл Евгений и Елизабет Фридерика София имат една дъщеря:
- Фридерика Вилхелмина (* 19 февруари 1750; † 12 март 1751)

Той има деца с Анна Елеонора Франчи (* 12 юни 1750, Лука; † 14 септември 1833):
- Евгений Франчи (* 5 октомври 1768)
- Елеонора Франчи (* 17 януари 1771; † 1833), фрайин фон Франквемонт, омъжена за Жан Франсоа Алберт Гримод, граф на Орсай (* 1772; † 26 декември 1843)

Деца от неизвестна:
- Каролина (* 31 декември 1755; † 14 май 1839)
- Шарлота (* 9 февруари 1762; † 31 август 1811), омъжена за Юлиус Фридрих фон Люцов († 4 юли 1833)
- Фридрих Вилхелм († 19 декември 1790)

Деца от артистката Тереза Бонафони:
- Карл Бонафони (* 2 юли 1768; † 30 април 1769)
- Карл ген. Борел (* 18 май 1770)

Деца от Катарина Курц:
- Карл Давид фон Франквемонт (* 13 май 1769; † 20 юли 1830), женен I. за фрайин фон Хюгел, II. май 1795 за Луиза София Хенриета фон Жет (* септември 1783; † 24 януари 1852)

Деца от Регина Монти:
- Фридрих (* 5 март 1770; † 3 януарти 1842), граф на Франквемонт, генерал и министър във Вюртемберг

Деца от артистката Луиза Тоскани:
- Карл фон Остхайм (* 1761, † 24 февруари 1793)
- Карл Александер фон Остхайм (* 31 декември 1765)

Карл Евгений признава общо 77 извънбрачни синове.